# David Safaryan
David Safaryan (en arménien Դավիթ Սաֆարյան ; né le 1er août 1989 à Tcherkessk) est un lutteur libre arménien.

## Palmarès

### Jeux olympiques
- participation aux Jeux olympiques d'été de 2012 à Londres

### Championnats du monde
- Médaille d'or en catégorie des moins de 66 kg en 2013 à Budapest

### Championnats d'Europe
- Médaille d'or en catégorie des moins de 66 kg en 2013 à Tbilissi
- Médaille de bronze en catégorie des moins de 66 kg en 2012 à Belgrade